# Erasmus Schmidt (Mediziner)
Erasmus Schmidt (auch: Schmid, Schmied, Schmidius; * August 1598 in Hildesheim; † 14. April 1649 in Hannover) war ein deutscher Mediziner und Universitätsprofessor.

## Leben
Der Sohn des Kaufmanns Aßmus Schmidt und dessen Frau Anna, die Tochter des Ratsherrn in Hildesheim Paul Busch und dessen Frau Ilse Wildenfeuer, hatte die erste Ausbildung an der Schule seiner Heimatstadt erhalten und Unterricht von Privatlehrern bekommen. 1618 hatte er die Ratsschule in Goslar besucht, begann 1620 ein Studium an der Universität Erfurt, wechselte 1621 an die Universität Jena und bezog 1623 die Universität Helmstedt, wo er sich dem Studium der Medizin widmete.
Am 30. Juli 1634 erwarb er dort den akademischen Grad eines Lizenziaten der Medizin, ließ sich als praktischer Arzt in Hildesheim nieder, wurde darauf Stadtmediziner in Alsfeld und war danach wieder in Hildesheim tätig. 1638 promovierte er an der Universität in Helmstedt zum Doktor der Medizin, ging 1640 als Arzt nach Hannover und wurde 1645 als Professor der Medizin an die Universität Rinteln berufen. Nachdem ihn dort 1648 ein schwerer Husten befallen hatte und seine Gesundheit sich zunehmend verschlechterte, begab er sich zur Kur nach Hannover, wo er alsbald verstarb. Sein Leichnam wurde nach Rinteln überführt und in der Pfarrkirche zum Heiligen Kreuz beigesetzt.
Aus seiner am 10. Mai 1642 in Hannover geschlossenen Ehe mit Ursula, die Tochter des hannoverschen Arztes Dr. Gebhard Hurlebusch, sind zwei Töchter hervorgegangen.

## Weblink
- Druckschriften von und über Erasmus Schmidt im VD 17.

| Personendaten    | Personendaten       |
| ---------------- | ------------------- |
| NAME             | Schmidt, Erasmus    |
| ALTERNATIVNAMEN  | Schmid, Schmied     |
| KURZBESCHREIBUNG | deutscher Mediziner |
| GEBURTSDATUM     | August 1598         |
| GEBURTSORT       | Hildesheim          |
| STERBEDATUM      | 14. April 1649      |
| STERBEORT        | Hannover            |